# Яковлев, Александр Васильевич (экономист)
Алекса́ндр Васи́льевич Я́ковлев (1835—1888) — русский юрист и общественный деятель, экономист-публицист.

## Биография
Происходил из дворян Санкт-Петербургской губернии. Родился 26 сентября (8 октября) 1835 года.
В 1856 году окончил Императорское училище правоведения. Начал службу в канцелярии общего собрания трёх первых департаментов Сената, где в должности секретаря оставался до 1862 года. Был в числе инициаторов по учреждению воскресных бесплатных школ в Санкт-Петербурге и других городах, основал одни из первых в столице воскресные школы — Сапёрную и Таврическую. В это же время вместе со своим братом приобрёл у книгопродавца Лермонтова небольшую публичную библиотеку и книжный магазин и занялся издательской деятельностью. Выступил также и экономистом-публицистом, занимаясь вопросом о ссудосберегательных товариществах вместе с Лучининым и князем Васильчиковым. Кроме этого, писал статьи для «Настольного словаря для справок по всем отраслям знания» Толля.
В 1865 году был избран гласным Санкт-Петербургской городской общей думы, а в следующем 1866 году, при введении мировых судебных учреждений, был избран участковым мировым судьёй в Санкт-Петербурге и занимал эту должность два трёхлетия в Коломенской части, в 6-м мировом участке. 
В 1872 году занял должность председателя Тульского земельного банка, Правление которого в 1873 году было переведёно в столицу, а банк получил наименование Санкт-Петербургско-Тульский поземельный банк. Занимал должность до 1877—1879 годов, когда получил место управляющего делами комитета съезда земельных банков. Был одним из основателей «Санкт-Петербургского отделения комитета о сельских ссудосберегательных товариществах». Действительный статский советник.
Умер 2 (14) июня 1888 года. Похоронен на Тихвинском кладбище Александро-Невской лавры; здесь же была погребена его супруга, Ольга Дмитриевна (17.01.1841—07.12.1892).